# ロゼッタ (ゲームキャラクター)
ロゼッタ（Rosetta、日本国外ではRosalina）は、任天堂のゲームソフトシリーズ、マリオシリーズに登場する架空の人物で、同社の登録商標（第5999895号ほか）である。

## 概要
2007年（平成19年）11月1日発売のWii用ゲームソフト『スーパーマリオギャラクシー』で初登場した女性キャラクター。その後も『マリオカート』シリーズなどのゲームに登場している。シリーズの多くで星の子「チコ」（Chiko、日本国外ではLuma）と共に行動する。
同ゲームシリーズのピーチ姫に似ているが、身長がピーチより高く、『スーパーマリオギャラクシー』のマリオと比較してもかなり高い。なお、『マリオギャラクシー』開発当初はピーチと同程度の身長であったが、同時期に開発されていた『マリオカートWii』での登場が決まった際に「女性キャラ初の重量級キャラとして扱いたい」というマリオカートのプロデューサーである紺野秀樹の要望を受け、宮本茂も「今後のゲーム出演した際に他のキャラとの差別化にもなる」という案も受けたことで承諾し、身長が大幅に伸びた。
髪は色の薄いブロンドヘアで、右目は前髪で隠れている。水色のドレスを身にまとい、肩を露出し、頭には銀色の王冠を付けている。スポーツの時には主にノースリーブのミニスカートと銀色のタイツを着用する。イヤリングや胸には星型のエンブレムがはめ込まれている。

### 経歴
ロゼッタの過去は『スーパーマリオギャラクシー』における「ほうき星の天文台」でチコたちに読み聞かせる絵本という形で語られている。この絵本の物語は『ギャラクシー』のディレクターである小泉歓晃によって書かれたものである。
出身はマリオたちと同じ惑星であり、彼らより数百年前（あるいは1000年以上前）に生まれている。家族は父親がいたが母親はロゼッタが幼い頃に亡くなっており、弟もいたことが語られている。
ある日、ロゼッタはチコ（星の子）と出会い、「ママを捜している」というチコの話を聞いて、自身も母のいない悲しみを身をもって知っていたロゼッタはチコと共に宇宙に旅立ち、ママを捜すことを決意する（この際に使った宇宙船は出会ったチコが作ったもので、後にキノピオ探検隊に貸し出している）。その後、不思議な氷塊の小惑星を拠点に宇宙中を探索するが、ママは依然として見つからない。その後、ロゼッタは「そもそもチコたちに親はいない」ということに気付き始めるが、母親の大切さを知るロゼッタはチコのママであろうと努めていった。そして月日が流れる中、最初に出会ったチコたちとは別のチコの一団と出会い、彼らもまたママを捜して宇宙を放浪していたため、彼女は皆を受け入れることにし、彼女の一団は大家族となっていった。
だがある日、とうとうロゼッタ自身がホームシックとなってしまい、チコたちに彼らにママはいないから代わりになろうとしていたこと、そして自身の母は既に亡くなっていたことを話す。最初に出会ったチコはロゼッタの思いを知ると共に自身の使命、つまり「新たな星になる」時が来たと悟り、自ら彗星となってロゼッタたちの家となっていた小惑星と一体化し宇宙船「ほうき星の天文台」にして、ロゼッタを故郷に戻れるようにした。
ロゼッタはチコが自ら星になったことに驚くも、仲間は自らの意思で星になる理由が見つかったそのチコは幸せだったと教えられ、ロゼッタも定期的に自分の故郷に戻りながら「チコたちのママ」を続ける決意を固めるのであった。これが100年に一度、マリオたちの星にほうき星が訪れる理由である。
自身の家族については、母親は金髪のロングヘアの持ち主で4章にて姿が少しだけ見えており、父親についてはロゼッタが「自慢のお髭」を持つ人物で、弟は緑の帽子のようなものを被っている、というピーチ姫・マリオ・ルイージとそれぞれ共通する面を持っている。また故郷にキノコ王国らしき描写が映し出されており、ロゼッタはマリオたちやキノコ王国との関連性を少なからず見せるが、詳細は作中では不明。

## ゲーム作品でのロゼッタ
初登場作品の『スーパーマリオギャラクシー』では、宇宙空間に浮かぶ「ほうき星の天文台」でチコと共に旅をしている人物として登場した。チコたちからは「ママ」と呼ばれている。ヘブンズ・ドアでマリオのことを見ていた様子。「マリオ」という言葉を懐かしがるなど、謎多き人物。
ゲームのストーリーが進むと、ロゼッタが絵本を読むイベントが度々あるが、この絵本はロゼッタの過去を書き綴ったものであり、ロゼッタの過去の経歴が分かる。
『スーパーマリオギャラクシー2』では、エンディングや「チャンピオンシップギャラクシー」のパワースター「マスターオブギャラクシー」の最終シーンに登場し、「マスターオブギャラクシー」をクリアすると星船マリオにも出現する。エンディングには「ほうき星の天文台」で、絵本を読むシーンがあり、度々手紙を送ってくる。
『スーパーマリオ 3Dワールド』では、条件を満たすとプレイヤーキャラとして操作可能。プレイヤー操作時の頭身はピーチと同じくらいの高さになっている。スピンによる二段階ジャンプが可能なほか、踏みつけやヒップドロップで攻撃する。
この作品ではマリオたち同様、パワーアップアイテムによる変身を行うことが可能。なお、「スーパーロゼッタ」状態よりも上位の変身中はスピンが使用不可となる。
『マリオカートシリーズ』では、『マリオカートWii』にて女性初の重量級キャラクターとして登場した。彼女のカートにはチコがついて走り、チコにもボイスが設定されている。バイク系マシン搭乗時には、ピーチやデイジー同様、服装がライダースーツになる。『マリオカート7』以降はチコがいなくなり、ロゼッタのみの参戦となった。

### マリオシリーズ以外の出演作品
すれちがいMii広場
「ピースあつめの旅」に登場するパネルである「ヒロイン」の中に、任天堂を代表するヒロインの一人として登場。ここでポリーンと初共演を果たした。
大乱闘スマッシュブラザーズシリーズ
ロゼッタ&チコとして、チコと同時にプレイヤーとなるパターンで基本プレイヤーキャラクターとして参戦。ロゼッタとチコの二人一組で闘う。
身長は原作要素がより強調されて非常に長身となっている。服装のデザインに若干の変更がなされており、ドレスの裾に星のマークが薄く描かれている。
パズル&ドラゴンズ スーパーマリオブラザーズ エディション
ピーチとともに隠しアシストキャラクターとして登場。固有スキルとして「ロゼッタのささやき」「ロゼッタのひとみ」が使える。

## 派生型のロゼッタ

### おたすけウィッチ
『スーパーマリオギャラクシー2』にて、コースを何度もミスすると「おたすけウィッチ」として現れ、お手本プレイで自動的に進みパワースターを取ってくれる。お手本プレイで取ったスターは自分で取った扱いにはならない「ブロンズスター」になるため、パワースターを集めるにはおてほんプレイに頼らず、自力でパワースターをとる必要がある。なお、この「おたすけウィッチ」はロゼッタ本人ではない。

### ベビィロゼッタ
『マリオカート8』で初登場したキャラクター。髪が短髪になっているが、右目は大人のロゼッタ同様隠れており、服のデザインは大人のロゼッタのドレスを基にしたものとなるなど、配色も同様大人のロゼッタと共通している。また、ベビィピーチ・ベビィデイジー同様、おしゃぶりをしている。声優は大人のロゼッタ同様、ローラ・フェイ・スミスが担当する。

### パワーアップ
『スーパーマリオ 3Dワールド』では変身アイテムを得ることで「ファイアロゼッタ」・「ネコロゼッタ」などマリオ同様のパワーアップ（変身）を使用可能。
「ファイアロゼッタ」と「ブーメランロゼッタ」では髪型がポニーテールとなり、さらに「ファイアロゼッタ」はドレスの色が赤に変わる。「タヌキロゼッタ」はマリオたちと同様、茶色い狸の着ぐるみを着用し、「ネコロゼッタ」では猫の着ぐるみが黒色になる。

### クルサ
『マリオ+ラビッツ ギャラクシーバトル』のラストボスとして登場した。宇宙中のエネルギーを求める「メガバクの怨念の意識」で生まれた魔物「クルサ」の巨大の魂が「ほうき星の天文台」で襲い掛ってきたとき、ロゼッタはチコたちとラビッツたちをかばってクルサの前に立ちはだかる。その後に脱出したときにチコとラビッツと融合された「スパークス」へと変化された。
ところが1人で残ったロゼッタの身体は「巨大なダークメス」に取り込まれてしまい憑依し、巨大な赤い目を持つ紫色の覆われたローブに被されて変化している。しかし、このクルサの身体がにわかにロゼッタの意識の中で光りだしているのを気づく。このクルサの体に光に包まれたロゼッタの意識が中で抵抗を続けているため、クルサの絶大な闇の魔力によって意識は押さえ込まれており、ロゼッタの自我は一部に苦痛されているらしい。
さらにロゼッタの意識を完合に封じ込めるためにはこのクルサは強力なエネルギーを持つスパークスをとらえて吸収してしまったためである。しかし、マリオたちやラビッツピーチたちによってこのクルサを倒し分別に成功されてロゼッタを救出することができた。

## 担当声優
- メルセーディス・ローズ - 『スーパーマリオギャラクシー』、『スーパーマリオギャラクシー2』、『マリオカートWii』
- ケリー・ケイン - 『マリオカート7』、『マリオカート アーケードグランプリDX』、『マリオゴルフ ワールドツアー』、「大乱闘スマッシュブラザーズシリーズ」、『マリオスポーツ スーパースターズ』（ゴルフ・テニスの一部）、『マリオテニス エース』（入場・スペシャルショット）
- ローラ・フェイ・スミス - 『スーパーマリオ 3Dワールド』以降のほぼ全作品

## 登場作品
- スーパーマリオギャラクシー
- スーパーマリオギャラクシー2
- スーパーマリオ 3Dワールド
- スーパーマリオメーカー
- マリオカートシリーズ（『Wii』以降、ライブホームサーキットを除く）
- すれちがいMii広場（ピースあつめの旅）
- マリオパーティシリーズ（『アイランドツアー』に初登場し、プレイキャラとしては、『10』から登場。）
- 大乱闘スマッシュブラザーズシリーズ（for、SP）
- マリオゴルフシリーズ（ワールドツアー、スーパーラッシュ）
- パズル&ドラゴンズ スーパーマリオブラザーズ エディション
- マリオテニスシリーズ（ウルトラスマッシュ・エース）
- マリオ&ソニック AT リオオリンピック（ニンテンドー3DS版、Wii U版）
- マリオスポーツ スーパースターズ
- ドクターマリオ ワールド
- マリオ&ソニック AT 東京オリンピック
- マリオストライカーズ バトルリーグ
- マリオ+ラビッツ ギャラクシーバトル